# Lindenbrauerei
 (mai 2021).
Si vous disposez d'ouvrages ou d'articles de référence ou si vous connaissez des sites web de qualité traitant du thème abordé ici, merci de compléter l'article en donnant les références utiles à sa vérifiabilité et en les liant à la section « Notes et références ».
La Lindenbrauerei est une brasserie d'Unna, dans la Rhénanie-du-Nord-Westphalie.

## Histoire
La brasserie commence à être construite en 1859 et produit jusqu'en 1979.
Les cuves de macération, la chaufferie et la salle commune ainsi que la cheminée sont inscrites dans la protection du patrimoine culturel.
La Lindenbrauerei accueille maintenant un centre socio-culturel et un restaurant. Depuis 2002, une activité de production a repris dans le cadre du musée. Elle accueille des événements liés à la bière.
La Lindenbrauerei fait partie de la route de la culture industrielle et reçoit depuis 2001 le Centre de Light art international.